# Castell de Ratera
El Castell de Ratera, també conegut com a Castell Molí de Ratera, és un molí fariner, antic castell, situat a Ratera, al municipi dels Plans de Sió, a la Segarra. És un monument declarat bé cultural d'interès nacional

## Descripció
El castell-molí de Ratera està situat en un descampat a la dreta del riu Sió per poder aprofitar l'aigua i utilitzar-la per al funcionament del molí de farina, actualment en desús. La construcció original està formada per dos volums rectangulars, visibles a la façana principal i enllaçats per un cilindre, que és una escala circular, que arrenca de la planta noble i que, en façana, comença sobre una trompa i acaba en forma plana. Està realitzat amb carreus regulars de mitjanes dimensions i pel que fa a la seva coberta, varia segons el cos de l'edifici on està situada, amb planta baixa i tres plantes superiors, al cos central del castell. Cal destacar que l'anàlisi de les façanes mostra la varietat d'intervencions que hi ha hagut al llarg del temps.

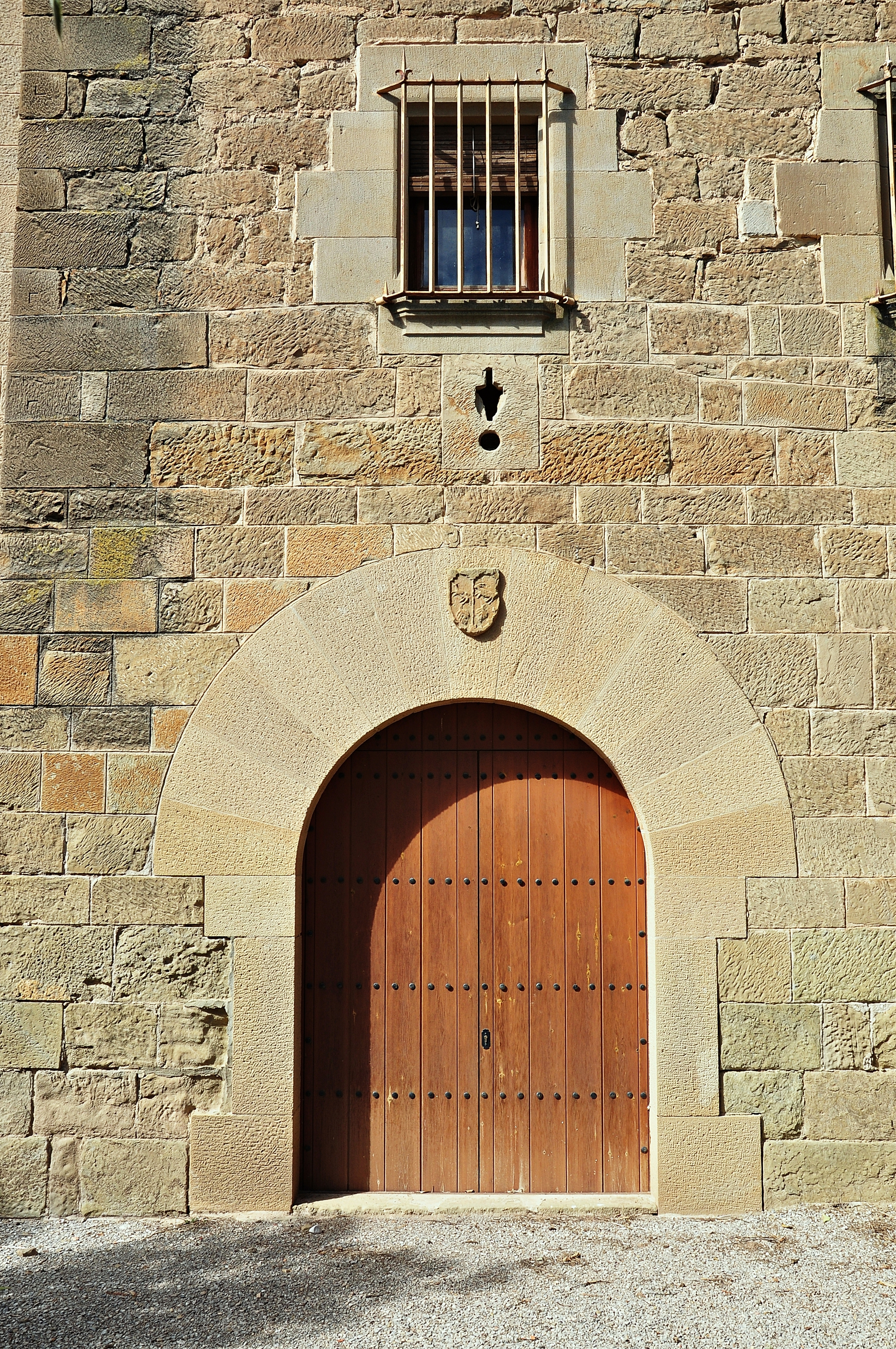
Portal

Al cos utilitzat originàriament com a habitatge, s'hi accedeix a nivell per la part més baixa de l'atalussament, on es troba el molí i on apareix la porta principal amb arc de mig punt adovellat i escut nobiliari a la dovella central. Per damunt d'aquesta trobem dues finestres amb reixes de ferro forjat exteriors, acompanyades per una altra porta de menors dimensions a la que s'hi accedeix mitjançant una sèrie d'escales, realitzada també amb arc de mig punt adovellat i amb la prsesència de l'escut nobiliari. A la segona planta trobem dues finestres de mitjanes dimensions, mentres que a la tercera i última apareix una sèrie de petites finestres d'arc de mig punt, acompanyades per dos matacans amb espitlleres, centrals en els dos punts d'entrada.
Al cos situat més a la dreta, el qual queda unit a l'anterior pel cilindre central o escala circular, trobem dues obertures, una d'inferior de petites dimensions i una de superior de majors dimensions amb llinda superior treballada. A la façana lateral d'aquest cos de l'edifici, és on trobem tots els elements conservats del molí fariner; presenta tres obertures distribuïdes verticalment per sota de les quals es conserva l'antic cacau del molí, que queda situat just al davant de la bassa de forma trapezoïdal i aixecada del nivell del terreny que s'estreny cap a la sortida.
Finalment destacar que el tercer cos de l'edifici, situat a la seva esquerra, juntament amb un segon cilindre situat a la part posterior, correspon a les reformes que s'hi van realitzar durant el segle xx.

## Història
El castell de Ratera estigué inclòs dins del terme del castell de Concabella, del qual fou probablement una fortificació secundària. De Ratera va sorgir un petit llinatge nobiliari: Pere de Ratera és documentat el 1164 i Berenguer de Ratera, canonge de Solsona, el 1222. Encara que Ratera estigué lligat als senyors de Concabella, per exemple al s. XV als Ortiz de Cabrera i Orís, segons documentació tardana, pertanyia a la canònica de Santa Maria de Guissona fins a la desamortització del segle xix.
El castell va ser reconstruït als segles xiv i xv per convertir-lo en un gran casal gòtic als afores del poble. Cap el 1530 es transformà en un molí fariner per aprofitar les aigües del Sió. A mitjans del segle xx, el seu propietari, l'arquitecte Joaquim Vilaseca, el restaurà.